# لارما
لارما روستایی است در منطقه اجارستاق  توابع بخش کلیجان‌رستاق در منطقه اجارستاق شهرستان ساری در استان مازندران ایراناست

## جمعیت
این روستا در دهستان تنگه سلیمان قرار داشته و براساس آخرین سرشماری مرکز آمار ایران که در سال ۱۳۹۵ صورت گرفته، جمعیت آن ۶۵نفر (۲۸خانوار) بوده‌است.

## موقعیت جغرافیایی
این روستا از نظر تقسیم کشوری جزو بخش کلیجان‌رستاق و دهستان تنگه سلیمان در شهرستان ساری می‌باشد. این روستا در غرب روستای کلاخیل و در شمال روستای میدانک قرار دارد، ضمن اینکه روستاهای پلسک و بخشی از روستای آبکسر در قسمت جنوبی روستا قرار دارند.